# Теплоколодезянская территориальная администрация
Теплоколодезянская территориальная администрация — сельское территориальное образование в Губкинском городском округе Белгородской области, включающее в себя 1 населённый пункт. Глава администрации — Людмила Николаевна Леженина.

## Состав
| Вид населённого пункта | Наименование    | Население |
| ---------------------- | --------------- | --------- |
| село                   | Тёплый Колодезь | 1220      |